# Spoluzávislost
Spoluzávislost nebo vzájemná závislost je behaviorální stav v mezilidském vztahu, kdy jedna osoba umožňuje závislost jiné osoby, špatné duševní zdraví, nezralost, nezodpovědnost nebo neúspěchy.
Mezi základní vlastnosti spoluzávislosti patří nadměrné spoléhání se na jiné lidi pro souhlas a pocit identity.
Spoluzávislost má negativní vliv na vztahy a kvalitu života. Pro spoluzávislé je typické, že odsouvají vlastní potřeby až za potřeby jiných lidí, jimiž se nadměrně zabývají. Spoluzávislost se může projevovat také odmítavým postojem (popíráním), nízkým sebevědomím, přílišnou poddajností a/nebo ovládáním druhých (resp. kontrolou nad nimi). Je třeba někoho, kdo trpí vzájemnou závislostí, a snaží se pomoci svému partnerovi nebo milované osobě bez ohledu na osobní důsledky. To je samozřejmě nezdravé a neslouží ani jedné osobě ve vztahu, protože umožňuje zachování a ignorování stejných chyb a nezdravého chování.
Vzájemně závislá osoba může vypadat nezištná a silná; tyto typy vztahů jsou však vysoce nefunkční a nezdravé.
Spoluzávislost neoznačuje všechny projevy pečovatelského chování, pouze ty z nich, jež se vyskytují v nadměrné, tj. nezdravé míře. Řešením problému spoluzávislosti se kromě jiných zabývají různou měrou různé dvanáctikrokové programy (Co-dependents Anonymous, Al-anon), jejichž skupiny se setkávají v mnoha zemích světa včetně ČR.